# Syngnathus carinatus
Syngnathus carinatus är en fiskart som först beskrevs av Gilbert 1892.  Syngnathus carinatus ingår i släktet Syngnathus och familjen kantnålsfiskar. IUCN kategoriserar arten globalt som otillräckligt studerad. Inga underarter finns listade i Catalogue of Life.